# St. Patrick’s Catholic Church (San Francisco)

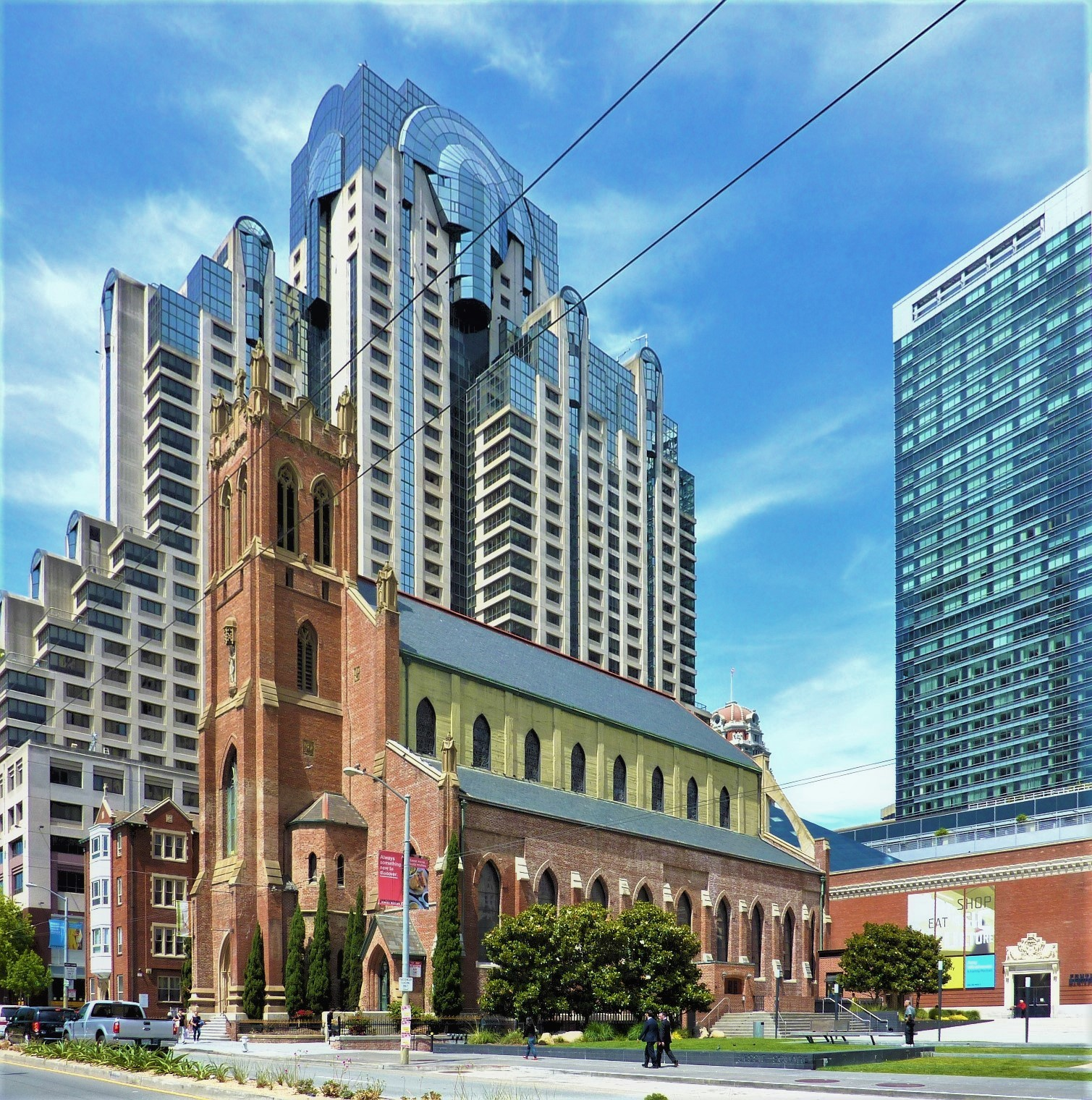
Die St. Patrick’s Catholic Church in San Francisco

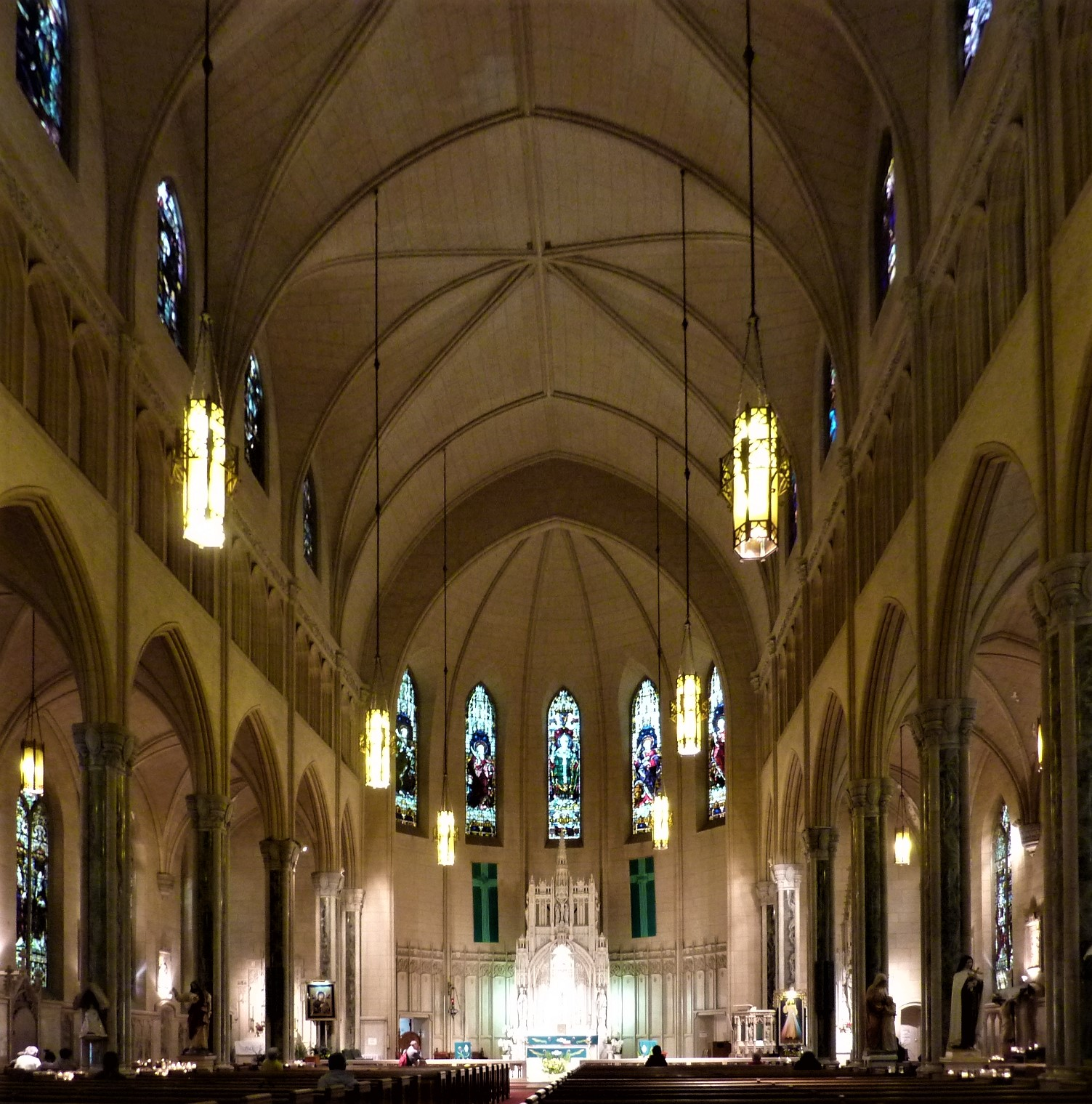
Blick durch das Langhaus Richtung Chor

Die St. Patrick’s Catholic Church ist eine römisch-katholische Kirche an der Mission Street in der Innenstadt von San Francisco im US-amerikanischen Bundesstaat Kalifornien. Die Kirche wurde 1968 als viertes Gebäude in die Liste der San Francisco Designated Landmarks aufgenommen.

## Geschichte
Die Kirchengemeinde hielt ihren ersten Gottesdienst am 9. Juni 1851 in einer Halle an der Ecke der 4th Street und der Jessie Street ab. Einige Monate später wurde ein provisorisches Kirchengebäude gegenüber der Market Street auf dem Grundstück errichtet, auf dem sich heute das Palace Hotel befindet. Durch die hohe Anzahl der irischen Bevölkerung in der Gemeinde wurde Irlands Schutzheiliger Patrick als Kirchenpatron gewählt. Als Folge des amerikanischen Bürgerkriegs wanderten auch zahlreiche Katholiken nach San Francisco ein und der Bedarf an einer größeren Kirche wuchs. Infolgedessen wurde eine neue, größere Kirche an der Mission Street gebaut und im April 1870 durch den Erzbischof Joseph Alemany eingeweiht. Während des Erdbebens in San Francisco im Jahr 1906 wurde die Kirche fast vollständig zerstört.
Der Wiederaufbau nach Plänen des örtlichen Architekturbüros Shea und Lofquist erfolgte auf den alten Fundamenten, wobei viele der ursprünglichen Ziegel, obwohl sie durch Feuer verkohlt waren, wiederverwendet werden konnten, ebenso wie die ursprüngliche Glocke. Bei den Baumaßnahmen wurden zahlreiche irische Baustoffe verwendet, wie der Connemara-Marmor, der für die Kirchensäulen und Innenwände verwendet wurde. Die Marmoroberflächen waren in Grün-, Weiß- und Goldtönen gehalten und spiegelten so die Farben der irischen Flagge wider. Auch die Kirchenfenster, die durch die New Yorker Tiffany Studios geschaffen wurden, zeigen irische Bezüge. Sechzehn Fenster erzählen die Geschichte des vorchristlichen Irlands. Für die unteren Fenster wählte Monsignore John Rogers die zweiunddreißig Heiligen jeder Grafschaft Irlands aus, von der Grafschaft Antrim bis zur Grafschaft Wicklow.
Als Folge des Erdbebens von Loma Prieta im Jahr 1989 wurde die Kirche einer seismischen Nachrüstung im Wert von 4 Millionen US-Dollar unterzogen, aber während dieses Prozesses nicht geschlossen. St. Patrick’s war das einzige römisch-katholische Gotteshaus in der Bay Area, das während dieser Baumaßnahmen für die Öffentlichkeit zugänglich blieb.
1974 diente die Kirche als Drehort für die Beichtszene in der Filmproduktion Der Dialog von Francis Ford Coppola.